# 내 연애의 기억
《내 연애의 기억》(영어: My Ordinary Love Story)은 이권 감독이 연출한 대한민국의 로맨틱 코미디 영화이다.
이 영화는 2014년 부천국제판타스틱영화제 폐막작으로 상영한 적이 있다.

## 출연진

### 주연
- 강예원 - 박은진 역
- 송새벽 - 김현석 역

### 조연
- 박그리나 - 김소영 역
- 김현준 - 박은결 역
- 김영선 - 정윤희 역
- 조경숙 - 은진 모 역
- 박충선 - 은진 부 역